# اندیس نیسیان (مس)
نیسیان (مس) یک اندیس فلزی است که در حوالی شهر کوهپایه استان اصفهان قرار دارد و مادهٔ معدنی موجود در آن، مس است.  